# Province de Tocache
La province de Tocache (en espagnol : Provincia de Tocache) est l'une des dix  provinces de la région de San Martín, au Pérou. Son chef-lieu est la ville de Tocache.

## Géographie
La province couvre une superficie de 5 865,44 km2. Elle est limitée au nord par la province de Mariscal Cáceres, au nord-est et à l'est par la province de Bellavista, au sud-est par la province de Leoncio Prado (région de Huánuco), au sud par la province de Marañón (région de Huánuco), à l'ouest et au nord-ouest par la province de Pataz (région de La Libertad).

## Population
La population de la province s'élevait à 98 265 habitants en 2005.

## Subdivisions
La province de Tocache est divisée en cinq districts :
- Nuevo Progreso
- Pólvora
- Shunte
- Tocache
- Uchiza